# テイネポクナモシリ
テイネポクナモシリ(テイネポㇰナモシㇼ)、またはポクナモシリは、アイヌでいう地獄、冥界。語構成は、テイネ（じめじめした）+ポㇰナ（下方の）+モシㇼ（世界）。
死んだ人間が暮らしているとされる。
ポクナモシリに対し、アイヌの生活圏（現世）をアイヌモシリ（アイヌ語仮名表記: アィヌモシㇼ、アイヌ語ラテン文字表記: ainu mosir）、神（カムイ）が住む世界をカムイモシリ（アイヌ語仮名表記：カムィモシㇼ（kamuy mosir）、神の住むところ）、和人が住む本州をシサムモシリ（アイヌ語仮名表記：シサㇺモシㇼ（sisam mosir）、隣人の島）、サモロモシリ（アイヌ語仮名表記：サモㇿモシㇼ（samor mosir）、隣の島）と呼んだ。